# 451 př. n. l.

## Hlava státu
- Perská říše – Artaxerxés I.  (465 – 424 př. n. l.)
- Egypt – Artaxerxés I.  (465 – 424 př. n. l.)
- Sparta – Pleistoanax  (458 – 409 př. n. l.) a Archidámos II.  (469 – 427 př. n. l.)
- Athény – Chaerephanes  (452 – 451 př. n. l.) » Antidotus  (451 – 450 př. n. l.)
- Makedonie – Alketás II.  (454 – 448 př. n. l.)
- Epirus – Admetus  (470 – 430 př. n. l.)
- Odryská Thrácie – Teres I.  (460 – 445 př. n. l.)
- Římská republika – konzulé Ap. Claudius Crassinus Inregillensis Sabinus a T. Genucius Augurinus (451 př. n. l.)
- Kartágo – Hanno II.  (480 – 440 př. n. l.)